# Чагра червоногорла
Чагра червоногорла (Rhodophoneus cruentus) — вид горобцеподібних птахів родини гладіаторових (Malaconotidae). Мешкає в Східній Африці. Це єдиний представник монотипового роду Червоногорла чагра (Rhodophoneus).

## Опис
Довжина птаха становить 22,2 см, з яких 2,2-2,5 см припадає на дзьоб, а 10-11,6 см — на хвіст. верхня частина тіла самця світло-коричнева, тім'я має рудуватий відтінок. Центральні махові пера хвоста коричнюваті, решта чорні з широкими білими смугами на кінці. Обличчя світле. Махові пера на крилах сірі, з білими краями. Нижня частина тіла світло-коричнева, горло і шия білі, на грудях велика червона пляма. У самиць замість червоної плями на грудях чорний "комірець", розташований ближче до живота. Райдужка сіра, дзьоб сіруватий, лапи зеленуваті.

## Підвиди
Виділяють чотири підвиди:
- R. c. kordofanicus (Sclater, WL & Mackworth-Praed, 1918) — поширений в центральному Судані;
- R. c. cruentus (Hemprich & Ehrenberg, 1828) — поширений в південно-східному Єгипті, на сході Судану, в Еритреї та Ефіопії;
- R. c. hilgerti (Neumann, 1903) — поширений в Ефіопії, Сомалі, північній та східній Кенії;
- R. c. cathemagmenus (Reichenow, 1887) — поширений в південній Кенії та північно-східній Танзанії.

## Поширення і екологія
Червоногорлі чагри живуть в субтропічних і тропічних сухих чагарникових заростях, на луках і пасовиськах на висоті до 1800 м над рівнем моря